# دونالد هولمز
دونالد هولمز (بالإنجليزية: Donald Holmes)‏ هو كيميائي أمريكي، ولد في 29 سبتمبر 1910 في ودبيري في الولايات المتحدة، وتوفي في 13 أكتوبر 1980.